# 상자노

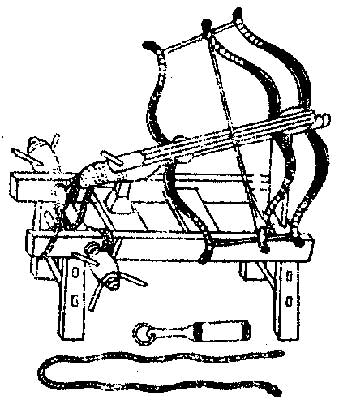

상자노(床子弩)는 중국 송나라 시절에 사용된 거대한 쇠뇌이다.